# Matteo Rosselli

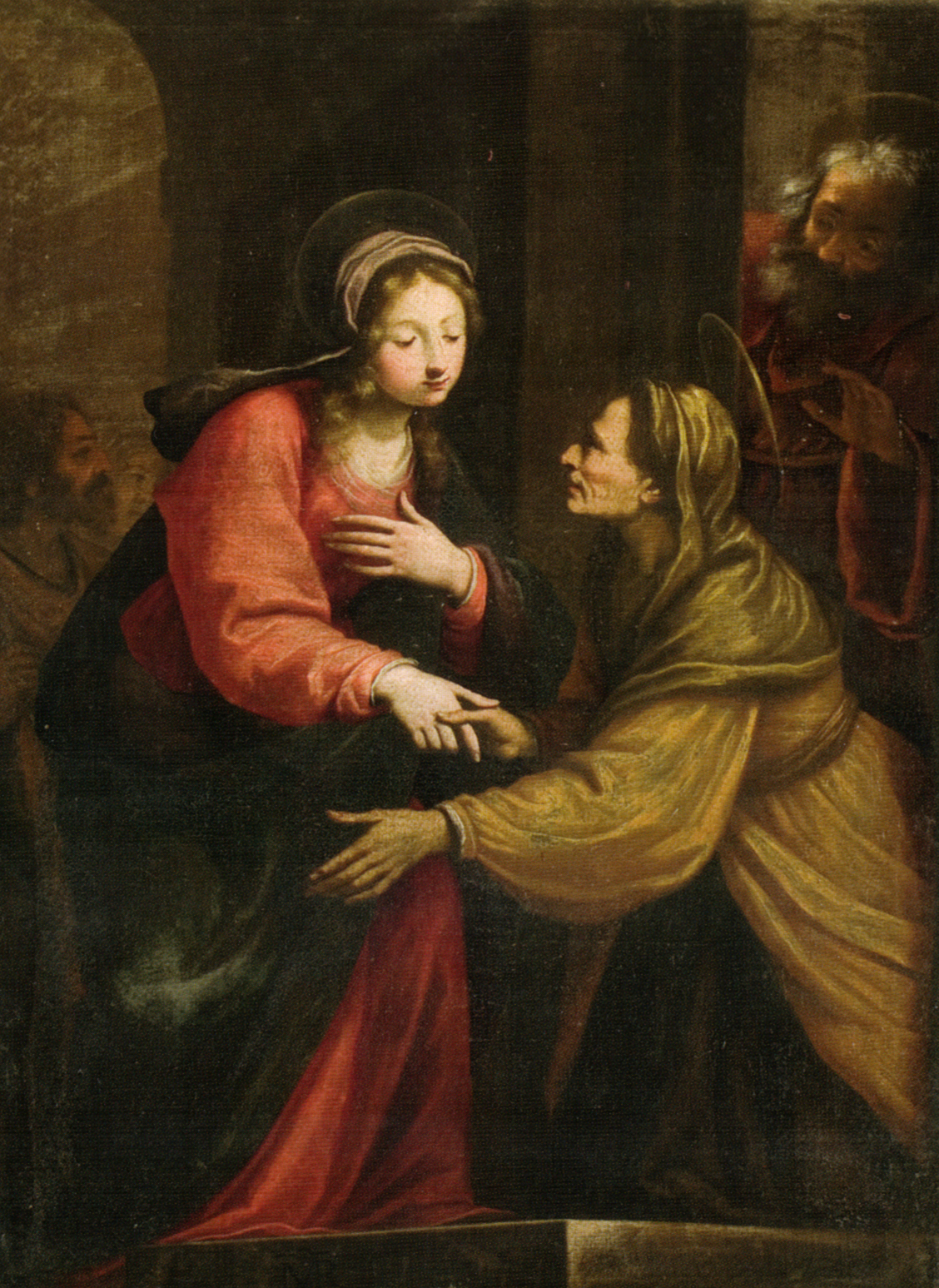
Visitación, iglesia dei Santi Michele e Gaetano.

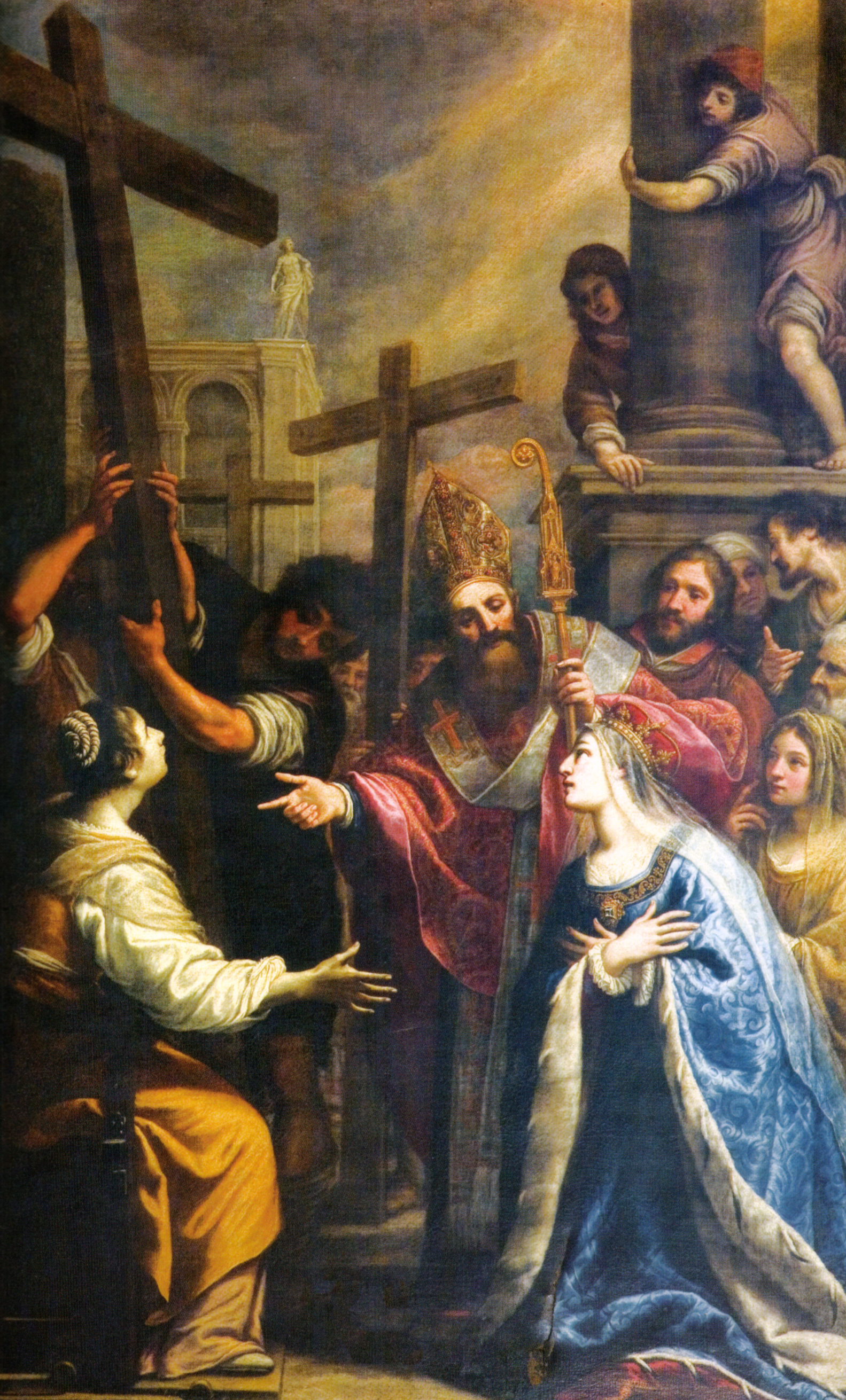
Invención de la Vera Cruz

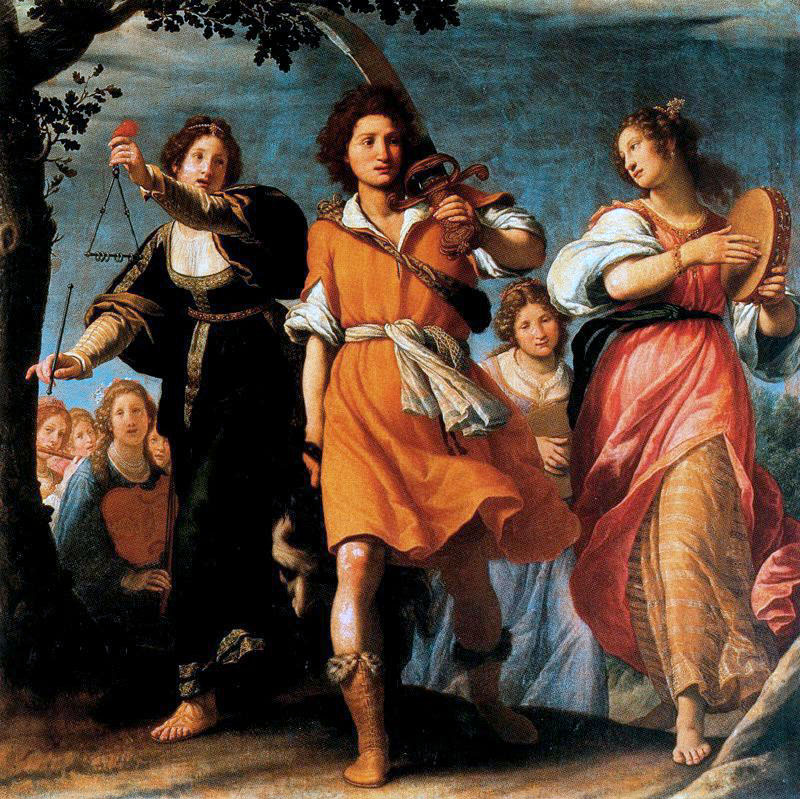
Triunfo de David, Palazzo Pitti, Florencia.

Matteo Rosseli (Florencia, 10 de agosto de 1578 - 18 de enero de 1650), fue un pintor italiano del Manierismo tardío y el primer Barroco. Es conocido por sus grandes pinturas de tema histórico.

## Biografía
Su primer aprendizaje lo realizó con Gregorio Pagani. En 1599 fue admitido en la Accademia del Disegno, y en 1605 viajó a Roma para trabajar con Domenico Passignano durante un semestre.
Decoró las habitaciones de invitados de la Villa di Poggio Imperiale con retratos de emperadores romanos y escenas bíblicas e históricas (1619 - 1623).
Realizó algunos frescos sobre Vidas de los Monjes Servitas (1614-1618) en el Palazzo Pitti y en el claustro de la Basilica della Santissima Annunziata.
A la muerte del rey Enrique IV de Francia le fueron encargadas dos pinturas conmemorativas sobre grandes hechos de la vida del monarca: Enrique IV visita Nantes y Enrique IV en Gaudabec (1610). Pintó una serie de frescos para la Casa Buonarroti basados en la vida del gran Michelangelo, tales como la fortificación de San Miniato (1615) y otros dos (1627 y 1628), todos ellos encargados por Michelangelo Buonarroti el Joven, sobrino del gran artista.
También realizó las decoraciones (1622-1623) para el Casino di San Marco, encargadas por Leopoldo de Médici: Federico II reconstruye el puerto de Livorno y Captura de Ippona (Florencia, Corte d'Assise). Leopoldo también le encomendó a Rosselli las pinturas alegóricas (1622) en la Sala della Stufa del Palazzo Pitti.
En el Louvre de París se conserva una extensa colección de dibujos de mano de Rosselli, muchos de los cuales son estudios preliminares para obras de mayor importancia.
Entre sus alumnos figuraron Baldassare Franceschini (il Volterrano), Lorenzo Lippi, Francesco Furini, Giovanni da San Giovanni (Giovanni Mannozzi), Jacopo Vignali y Mario Balassi.

## Obras destacadas
- Virgen con Niño y San Francisco (Santa Maria Maggiore, Florencia)
- Adoración de los Reyes Magos (1607, iglesia de Sant' Andrea en Montevarchi)
- Crucifixión (1613, Scarperia)
- Última Cena (1614, Conservatorio de San Pier Martire)
- Triunfo de David (1621, Galería Pitti, Florencia)
- Lot y sus hijas (Galería Corsini, Roma)
- Asunción de la Virgen (1613, San Domenico, Pistoia)
- Tobías y el ángel (Galería Corsini, Roma)
- Virgen del Rosario (1649, Catedral de Pietrasanta)
- San Pablo en el camino de Damasco (Duomo de Volterra)
- Abraham e Isaac se dirigen hacia el sacrificio (Cassa Risparmio, Cesena)
- Semíramis (1623-25, La Petraia, Florencia)